# Fornes
Fornes este un municipiu din Spania, situat în provincia Granada. Are o populație de 534 de locuitori.